# Latvia International 2019
Die Latvia International 2019 im Badminton fanden vom 30. Mai bis zum 2. Juni 2019 in Jelgava statt.

## Sieger und Platzierte
| Disziplin    | Gold                            | Silber                   | Bronze                                        |
| ------------ | ------------------------------- | ------------------------ | --------------------------------------------- |
| Herreneinzel | Aram Mahmoud                    | Magnus Johannesen        | Danylo Bosniuk                                |
| Herreneinzel | Aram Mahmoud                    | Magnus Johannesen        | Álvaro Vázquez González                       |
| Dameneinzel  | Jordan Hart                     | Thuc Phuong Nguyen       | Georgina Bland                                |
| Dameneinzel  | Jordan Hart                     | Thuc Phuong Nguyen       | Léonice Huet                                  |
| Herrendoppel | Emil Lauritzen Mads Muurholm    | Eloi Adam Samy Corvée    | Robert Cybulski Paweł Pietryja                |
| Herrendoppel | Emil Lauritzen Mads Muurholm    | Eloi Adam Samy Corvée    | Magnus Christensen Vegard Rikheim             |
| Damendoppel  | Kati-Kreet Marran Helina Rüütel | Edith Urell Cecilia Wang | Aleksandra Goszczyńska Magdalena Świerczyńska |
| Damendoppel  | Kati-Kreet Marran Helina Rüütel | Edith Urell Cecilia Wang | Leona Michalski Thuc Phuong Nguyen            |
| Mixed        | Paweł Śmiłowski Wiktoria Adamek | Peter Lang Hannah Pohl   | Magnus Christensen Natalie Syvertsen          |
| Mixed        | Paweł Śmiłowski Wiktoria Adamek | Peter Lang Hannah Pohl   | Matthias Kicklitz Thuc Phuong Nguyen          |